# Land Rover Range Rover Evoque
La Land Rover Range Rover Evoque è un'autovettura dil tipo Sport Utility Vehicle prodotta dalla casa automobilistica britannica Land Rover dal 2011.
La Evoque è il modello più compatto della famiglia di SUV di lusso Range Rover ed è stata anticipata dalla concept car Land Rover LRX.
La storia della vettura è divisa in due generazioni: la prima dal 2011 al 2018 e la seconda dal novembre del 2018.

## Prima serie (2011-2018)

### Specifiche tecniche

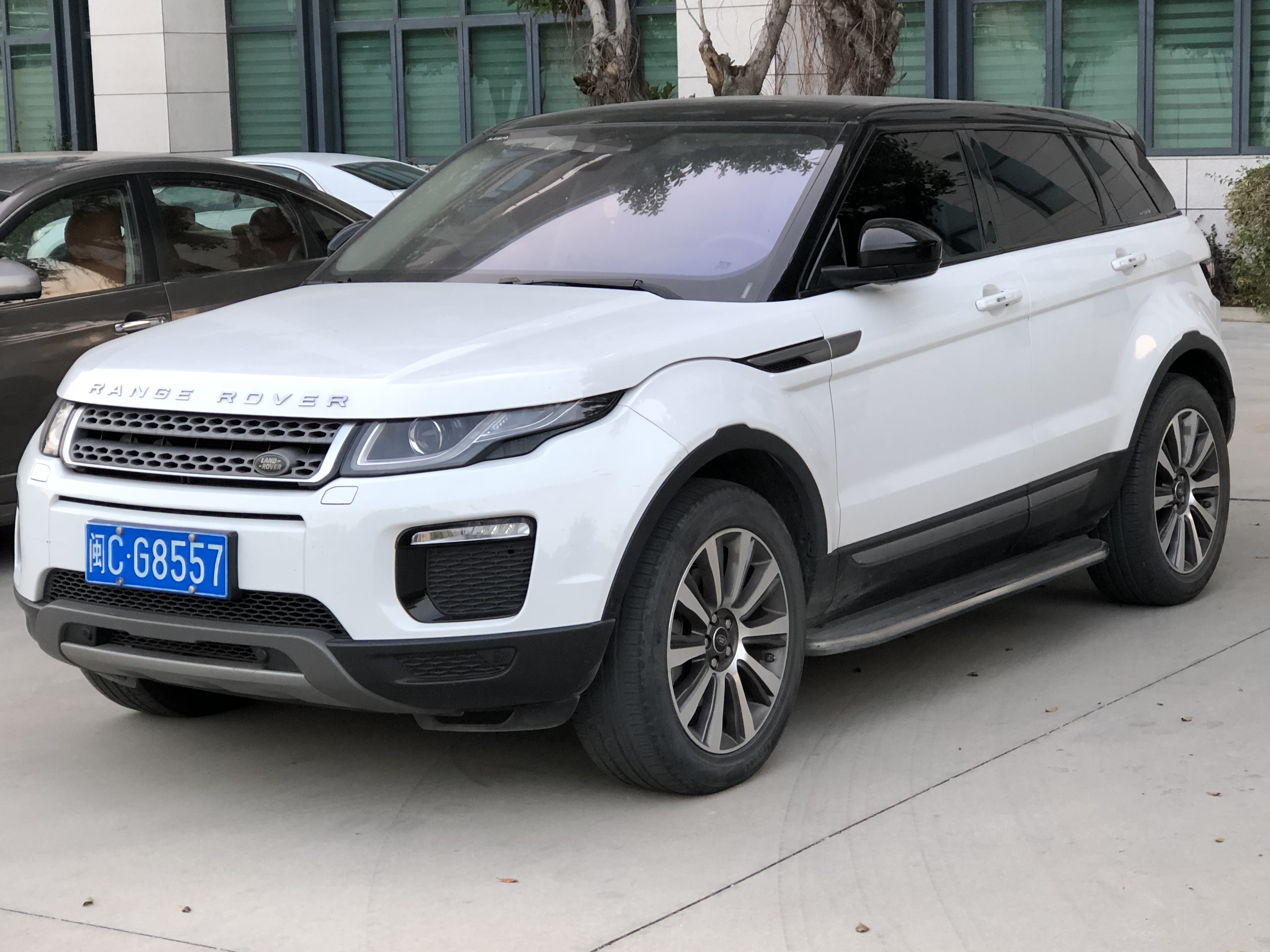
Evoque restyling

La Evoque venne presentata ufficialmente al salone di Parigi nel settembre del 2010 nella variante tre porte denominata coupé mentre la versione a cinque porte venne presentata il mese successivo al salone dell’automobile di Los Angeles. Il modello di produzione rimane fedele all’estetica della concept car LRX. La lunghezza è pari a 4,370 metri, la larghezza è di 1,90 metri e l’altrzza della versione tre porte è di 1,605 metri mentre la versione cinque porte è alta 1,635 metri. Entrambe hanno un passo di 2,660 metri e l’abitacolo a cinque posti. La produzione parte il 4 luglio 2011 nello stabilimento di Halewood in Inghilterra. La carrozzeria è un'autoportante in alluminio e acciaio, nel particolare l’alluminio è stato utilizzato per la realizzazione del tetto e del cofano mentre la scocca è in acciai altoresistenziali, il pianale di base è la piattaforma Jaguar Land Rover D8, una versione modificata e accorciata della stessa utilizzata dalla Freelander 2 a sua volta di origine Ford (sviluppata quando il marchio Land Rover apparteneva alla Ford). Mediamente la Evoque pesa circa 100 kg in meno rispetto alla Freelander 2. Le sospensioni anteriori utilizzano uno schema a ruote indipendenti MacPherson con barra stabilizzatrice mentre le posteriori sono a ruote indipendenti Multilink e barra stabilizzatrice. La Evoque all'esordio era disponibile nella classica variante 5 porte e nella più sportiva e inedita Coupé a tre porte. L’abitacolo è configurato con quattro o cinque posti. Il motore è in posizione anteriore trasversale con trazione anteriore oppure integrale permanente (sistema Land Rover Terrain Response) con differenziale Haldex.

### Versione Cabrio

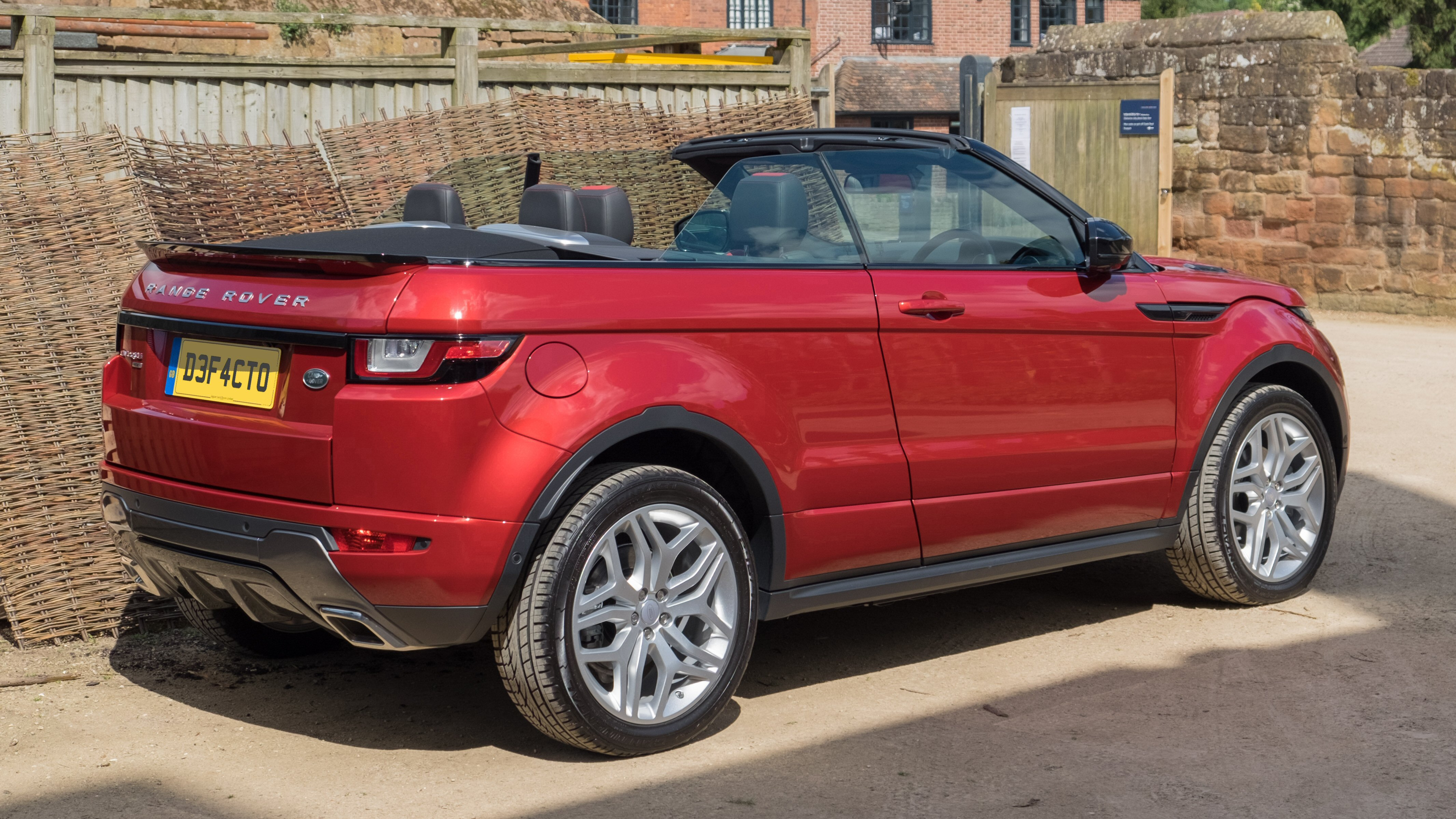
Evoque Cabrio

Anticipata dall’omonimo concept car esposto nel 2012, la Evoque Cabrio esordisce ufficialmente nel novembre 2015 ed entra in produzione nel 2016; basata sulla versione tre porte la versione Cabrio presenta un tetto in tela ripiegabile elettricamente. La meccanica ricalca le medesime caratteristiche dei modelli tre porte sia per quanto riguarda le trasmissioni sia i motori. Land Rover dichiara per la Cabrio una rigidita torsionale alla pari della tre porte nonché le medesime prestazioni in fuoristrada.
La capote è di tipo retraibile elettricamente, l’apertura avviene in 21 secondi e la chiusura in 18 secondi fino alla velocita massima di 48 km/h. La capote è azionata da quattro motori con meccanismo a Z e viene realizzata da Webasto. Il baule possiede una capacità pari a 251 litri.

### Motorizzazioni
All'esordio nel 2011 la Evoque era disponibile con due motorizzazioni: un 2.0 litri benzina Ford EcoBoost con turbo e iniezione diretta da 200 e 240 cavalli e un Diesel 2.2 quattro cilindri common rail (sviluppato da PSA e Ford) da 150 e 190 cavalli. Con il restyling del fine 2015 i vecchi motori vengono sostituiti dai nuovi quattro cilindri modulari Ingenium sviluppati da Jaguar Land Rover nelle cubature da 2,0 litri sia benzina sia Diesel. 
Le motorizzazioni Diesel sono disponibili con la trasmissione sia a cambio manuale che automatico (6 rapporti) dalla fine del 2013  stata introdotta una nuova versione del cambio automatico (9 rapporti prodotto da ZF), mentre la versione benzina solo con cambio automatico 6 o 9 rapporti a seconda dell'anno di produzione.
| Modello | Disponibilità | Motore  | Cilindrata (cm³) | Potenza max     | Coppia max (Nm) | Emissioni CO2 (g/km) | 0–100 km/h (secondi) | Velocità max (km/h) | Consumo medio (km/L) |
| 2.0 Si4 | dall'esordio  | Benzina | 1999             | 177 kW (240 CV) | 340             | 199                  | 7,6                  | 217                 | 11,5                 |
| 2.0 Si4 |               | Benzina | 1999             | 213 kW (290 CV) |                 |                      |                      |                     |                      |
| 2.2 TD4 | dall'esordio  | Diesel  | 2179             | 110 kW (150 CV) | 400             | 149                  | 10.8                 | 185                 | 17,5                 |
| 2.0 TD4 |               | Diesel  | 1999             | 132 kW (179 CV) |                 |                      |                      |                     |                      |
| 2.2 SD4 | dall'esordio  | Diesel  | 2179             | 140 kW (190 CV) | 420             | 149                  | 10.0                 | 200                 | 17,5                 |

## Seconda serie (dal 2018)
La seconda generazione della Evoque (codice progettuale L551) debutta nel novembre 2018 in un evento a Londra e porta al debutto la nuova piattaforma modulare Land Rover PTA (Premium Transverse Architecture), una evoluzione della precedente piattaforma D8 modificata nelle carreggiate e nel passo per accogliere i nuovi motori abbinati ai moduli mild hybrid e plug-in hybrid. Il pianale e parte della carrozzeria sono realizzati in alluminio e riducono il peso dell’intera struttura di circa 100 kg rispetto alla precedente generazione.
Viene prodotta soltanto nella versione con carrozzeria a cinque porte; i modelli coupé a tre porte e cabriolet non vengono più prodotti a causa delle basse richieste riscontrate dalla precedente generazione. La produzione avviene nello stabilimento di Halewood dove la casa ha investito 110 milioni di sterline per rimodernare l’impianto. Nell’aprile del 2019 parte la produzione anche in Cina nello stabilimento di Changshu della joint venture Chery Jaguar Land Rover; il modello prodotto in Cina viene venduto sul solo mercato locale.
Esteticamente mantiene un design conservativo e vengono introdotte le maniglie delle portiere a scomparsa, internamente invece la plancia viene ridisegnata seguendo il family feeling della Range Rover Velar e viene introdotto il sistema multimediale Touch Pro Duo composta da due schermi touchscreen (uno per infotainment l’altro per il climatizzatore) e un terzo schermo LCD da 12,3 pollici per la strumentazione.
La carrozzeria possiede una lunghezza totale pari a 4,37 metri, un’altezza ridotta a 1,649 metri, larghezza di 1,904 metri ed il passo allungato fino a 2,681 metri. La capacità del bagagliaio è stata incrementata a 592 litri (1383 litri con il divano posteriore reclinato). 
Le vendite in Europa partono da aprile 2019 e la gamma motori si compone dei propulsori Ingenium sia benzina che turbodiesel. Il sistema mild hybrid è di serie su tutti i modelli (ad eccezione della diesel base con cambio manuale) ed è composto da un impianto di tipo BSG a 48V con un generatore azionato a cinghia che funge da alternatore e da motorino di avviamento, e recupera energia in una piccola batteria agli ioni di litio montata sotto al sedile del guidatore.
La gamma diesel si compone del quattro cilindri due litri Ingenium proposto in varie varianti di potenza:
- 2.0 Td4 D150 FWD: motore 2.0 turbo diesel erogante 150 cavalli con trazione anteriore e cambio manuale a 6 rapporti.
- 2.0 Td4 D150 AWD MHEV: motore 2.0 turbodiesel da 150 cavalli con trazione integrale, sistema mild hybrid BSG 48V e cambio automatico ZF 9HP a nove rapporti.
- 2.0 Td4 D180 AWD MHEV: motore 2.0 turbodiesel da 180 cavalli con trazione integrale, sistema mild hybrid BSG 48V e cambio automatico ZF 9HP a nove rapporti.
- 2.0 Sd4 D240 AWD MHEV: motore 2.0 biturbo diesel da 240 cavalli con trazione integrale, sistema mild hybrid BSG 48V e cambio automatico ZF 9HP a nove rapporti.

La gamma benzina invece è composta dal 2.0 litri Ingenium turbo:
- 2.0 Si4 P200 AWD MHEV: motore 2.0 turbo benzina da 200 cavalli con trazione integrale, sistema mild hybrid BSG 48V e cambio automatico ZF 9HP a nove rapporti.
- 2.0 Si4 P250 AWD MHEV: motore 2.0 turbo benzina da 249 cavalli con trazione integrale, sistema mild hybrid BSG 48V e cambio automatico ZF 9HP a nove rapporti.
- 2.0 Si4 P300 AWD MHEV: motore 2.0 turbo benzina da 300 cavalli con trazione integrale, sistema mild hybrid BSG 48V e cambio automatico ZF 9HP a nove rapporti.[10]

Nella primavera del 2020 viene introdotta la versione ibrida plug-in denominata P300e con motore benzina 1.5 turbo tre cilindri Ingegnium abbinato ad un motore elettrico e una batteria agli ioni di litio.
A fine agosto 2020 viene presentata la gamma “Model Year 2021” in Europa che presenta numerosi aggiornamenti della vettura: vengono introdotti i nuovi allestimenti speciali Autobiography e Lafayette Edition, viene introdotto il nuovo infotainment xon piattaforma digitale Pivi che permette aggiornamenti over-the-air e il climatizzatore possiede il filtro PM2.5. La gamma motori viene tutta aggiornata secondo le normative Euro 6D-Full e debuttano i nuovi diesel Ingegnium da 2.0 litri (1997 cm3) dotati di un turbocompressore e sistema mild hybrid 48V potenziati a 163 e 204 cavalli. La versione bi turbo diesel esce di produzione.
La gamma motori benzina viene anch’essa aggiornata alla normativa Euro 6D-Full e debutta il motore base 1.5 Ingenium tre cilindri turbo mild hybrid P160 che eroga 160 cavalli con trazione anteriore e cambio automatico Aisin a 8 rapporti (lo stesso della versione ibrida PHEV).
Nel maggio del 2021 debutta il motore 2.0 turbo benzina P300 con trazione integrale, cambio automatico otto rapporti e modulo mild hybrid erogante 300 cavalli e abbinato all’allestimento HST. Viene aggiornato anche il sistema multimediale e viene modificata sulla versione PHEV la modalità di ricarica delle batterie in fase di marcia per renderla più efficiente.